# 日本医科器械新聞社
日本医科器械新聞社（にほんいかきかいしんぶんしゃ）は、医療機器業界紙「日本医科器械新聞」を発行する日本の新聞社である。

## 概要
日本医科器械新聞社は、1948年1月1日創刊の旬刊紙「日本医科器械新聞」を発行している。毎号タブロイド判で、6から12ページ程度。医療機器関連の記事を掲載し、医療機器関連団体、医療機器メーカー、病院など読者対象とする専門紙として、60年以上の発刊実績がある。厚生労働省をはじめとして地方団体、医療機器関連学会、医療機器メーカーとの連携が強く、専門分野に関する情報を提供している。